# Ott und Stein
Ott+Stein ist ein 1978 in Berlin gegründetes Designbüro. Gründer waren Bernard Stein (* 1949) und Nicolaus Ott (* 1947).

## Wirken und Schaffen
Ott und Stein entwerfen hauptsächlich typografische Signets, Buchumschläge und Plakate für Berliner Kulturinstitutionen wie die Staatlichen Museen zu Berlin. Gemeinsam absolvierten sie Lehraufträge an der HdK Berlin und an der Gesamthochschule Kassel. Ab 1998 hatten sie eine gemeinsame Professur an der Kunsthochschule Kassel im Studiengang Visuelle Kommunikation. Sie sind Mitglied der Kasseler Schule der Plakatkunst, Buch- und Zeitschriftengrafik und sind seit 1997  Mitglied in der Alliance Graphique Internationale.
Entsprechend zur Postmoderne in der Architektur lockerten sie die reduzierte Rastergestaltung der Ulmer Schule und des Schweizer Grafikdesigns (Josef Müller-Brockmann, Otl Aicher) auf und verbanden sie spielerisch mit Einflüssen des Plakats der Neuen Sachlichkeit (Lucian Bernhard, Ludwig Hohlwein) und des Art Déco (A. M. Cassandre).

## Ausstellungen
- 2016:  Nicolaus Ott typografische Bilder, Werkbundgalerie Berlin
- 2008: GrafikDesign Ott+Stein, Kunstbibliothek Berlin, SMB
- 2002: Poster from Berlin, ddd Galerie, Osaka
- 1997: Architekturplakate, Aedes Galerie, Berlin
- 1996: Architekturplakate, Stilwerk, Hamburg
- 1994: Ott+Stein, Deutsches Plakatmuseum, Essen
- 1993: Ott+Stein, Museum für Kunst und Gewerbe, Hamburg
- 1992: Internationales Designzentrum, Berlin
- 1989: Ott+Stein Plakate, Atelier Hubert Riedel, Berlin-Ost
- 1985: SchumacherGebler, München
- 1983: Internationales Designzentrum, Berlin

## Publikationen
- Nicolaus Ott, Bernard Stein, Ulf Erdmann Ziegler: Vom Wort zum Bild und zurück. Ernst und Sohn, Berlin 1991, ISBN 978-3-433-02346-4.
- Friedrich Friedl, Nicolaus Ott, Bernard Stein (Hrsg.): Typographie - wann?, wer?, wie? Könemann, Köln 1998, ISBN 978-3-89508-473-7.